# Marche du retour
La marche du retour de 2018-2019, aussi appelée la Grande marche du retour, est originellement l'édition annuelle d'une manifestation organisée par les Palestiniens pour commémorer la Nakba, l'exode palestinien de 1948 lors de la première guerre israélo-arabe,. La date annuelle en est le 15 mai, lendemain de la date anniversaire de la proclamation de l'État d'Israël. En 2018, année du 70e anniversaire de cet exode, les organisateurs ont annoncé que la marche, se déroulerait du 30 mars au 15 mai. La date correspond également à celle prévue pour le déménagement officiel de l'ambassade des États-Unis en Israël à Jérusalem. Le 30 mars 2018, premier jour de cette marche du retour, est aussi la Journée de la Terre, journée de commémoration rappelant que le 30 mars 1976, six manifestants qui s’opposaient à la décision d’Israël d’exproprier des terres appartenant à des Arabes israéliens en Galilée avaient été tués lors de confrontations avec les forces de sécurité israéliennes,,,. La Grande marche du retour prend la forme d'une série de manifestations et de confrontations initiée le 30 mars 2018 dans la bande de Gaza, le long de la frontière avec Israël. La mobilisation des manifestants, dans sa dimension populaire, est inspirée par « le droit au retour ». Le 30 mars, Yahya Sinwar, chef du Hamas dans la bande de Gaza, déclare que « les manifestations se poursuivront jusqu'à ce que la frontière disparaisse ».
Ces manifestations décrites comme « désarmées et pacifiques, en dehors d'une minorité d'actions » ont eu une large couverture médiatique et suscité de nombreuses critiques envers Israël du fait des nombreux morts et blessés par balles parmi les manifestants : le 8 juin, on comptabilise depuis le début du cycle de manifestations au moins 120 morts et environ 4 000 blessés palestiniens, « certains alors qu’ils étaient inactifs loin de la clôture » selon Le Monde. Le 14 mai, sur une soixantaine de victimes, environ 50 sont revendiquées par le Hamas comme étant de ses membres,,. Au total, au moins 7 des membres du Jihad islamique palestinien sont dénombrés parmi les morts,,. Aucun Israélien n'a été blessé lors des manifestations.
L'armée israélienne publie des images et des vidéos de « centaines de tentatives d'infiltrations », de lancers d'explosifs et de pierres et dénonce le modus operandi du Hamas, qui consisterait en l'installation de « postes avancés » et en l'utilisation d'écran de fumée de pneus brûlés pour ensuite s'approcher de la barrière sans être détectés. Des journalistes israéliens déplorent de ne pas pouvoir avoir accès aux zones de violences. L'armée israélienne met en cause le Hamas pour avoir incité les enfants à participer aux confrontations violentes et avoir mis en place une stratégie de boucliers humains. Israël critique le Hamas pour encourager les manifestations dans des zones dangereuses en transportant les manifestants en bus et en offrant des paiements aux blessés et aux familles des tués. L'armée israélienne déclare pratiquer des tirs d'avertissement avant les tirs à balles réelles et ceux à balles en caoutchouc. Les règles de tir approuvées par l'avocat général militaire et le procureur général, autorisaient le tir réel « uniquement pour faire face à des troubles violents qui présentent un danger clair et actuel pour les forces de Tsahal ou pour les civils israéliens ».
Après le 15 mai, les manifestations du vendredi se poursuivent de juin à novembre 2018 et même si elles diminuent d'intensité, le bilan continue à s'alourdir, tandis que les lâchers de ballons incendiaires à partir de la bande de Gaza détruisent forêts et champs israéliens. Ainsi, au 29 novembre 2018, le bilan provisoire fait état d'au moins 235 Palestiniens tués par des tirs ou des bombardements israéliens, et de deux soldats israéliens tués. Les autorités sanitaires gazaouies dénombrent 5.866 atteints par balles dont la grande majorité souffrent de fractures ouvertes et de graves dommages aux tissus.
Les marches du vendredi se poursuivent en 2019 et sont toujours appelées « marches du retour ». Ces protestations hebdomadaires sont généralement accompagnées de violences parce que les policiers gazaouis n'arrivent pas à maîtriser la foule. Toutefois, une chaine de télévision gazaouie annonce le 5 août que  les manifestations hebdomadaires à la frontière seraient annulées cette semaine « pour améliorer la situation des citoyens et leur permettre de se préparer pour les vacances. ».
En août 2019, étudiants gazaouis et habitants d'un camp de réfugiés interrogés par le journal La Croix semblent partager le même avis : « À part faire peur aux Israéliens qui vivent près de la frontière, la marche n’a rien changé pour nous. ».

## Contexte
La situation dans la bande de Gaza approche dans cette première partie de 2018 d'un point critique en raison de l'absence de réconciliation entre le Fatah et le Hamas, de l'arrêt du financement de l'UNRWA par les États-Unis et du blocus israélo-égyptien et des sanctions de l’Autorité palestinienne contre le Hamas,,.
Le long de la frontière, la tension reste vive avec la construction de tunnels sous la frontière par le Hamas permettant des infiltrations en Israël, plus d'une trentaine ont été localisés et détruits depuis 2014. Le 15 avril, l’armée israélienne annonce avoir neutralisé « le tunnel le plus long et le plus profond de son genre qu'Israël avait découvert et s’étendant sur plusieurs kilomètres et qu'il s'agissait du cinquième tunnel localisé ces derniers mois ». Dans le même, elle construit  une barrière « de haute technologie au-dessus et au-dessous du sol le long de sa frontière avec Gaza pour empêcher la construction de nouveaux tunnels »,.
En février, un engin explosif disposé le long de la frontière blesse quatre soldats israéliens et entraînent des représailles aériennes israéliennes sur six cibles attribuées au Hamas, puis un tir « probablement de roquette » est parti de Gaza vers le sud d'Israël : des incidents « les plus graves depuis l'opération Bordure protectrice » de 2014. Dans la semaine qui précède la manifestation, le Hamas organise un grand exercice militaire rassemblant selon le Hamas 30 000 militants.
L'initiative de cette grande marche revient à un journaliste de 33 ans sur Facebook qui réagissait à la décision des États-Unis de transférer leur ambassade à Jérusalem. Cette initiative est ensuite amplifiée par des associations avant qu'un comité de pilotage ne voie le jour, elle est  soutenue par le Hamas et les autres factions militaires de Gaza.
La « marche du retour » est prévue pour durer six semaines, du 30 mars, jour de la Terre, jusqu'au 15 mai, jour de la Nakba, et également date de l'installation de l’ambassade américaine à Jérusalem. Elle vise à réclamer le droit au retour des réfugiés palestiniens qui ont fui ou ont été chassés de leurs terres pendant la guerre civile de 1947-1948 en Palestine mandataire et la Guerre israélo-arabe de 1948-1949.
Cette marche est dénoncée par Israël qui met en garde les Palestiniens s'ils menacent la frontière. Le chef d'État-Major de l'armée israélienne, Gadi Eizenkot rappelle que ses troupes ont l'autorisation de tirer et ne permettront pas « qu'on s'infiltre en masse en Israël, ni qu'on endommage la barrière, et certainement pas qu'on arrive jusqu'aux communautés israéliennes riveraines de Gaza ».
Dès le premier jour de manifestations, le 30 mars 2018, le chef du Hamas à Gaza, Yahya Sinwar se rend sur le lieu des manifestations et y annonce que des manifestations similaires se dérouleront chaque vendredi « jusqu'à ce que la frontière disparaisse [...] et jusqu’à ce que les Palestiniens reviennent sur ces terres dont ils ont été expulsés il y a 70 ans » et « jusqu'à ce que la frontière disparaisse ». Le 10 mai, il annonce être prêt à mourir avec d'autres chefs du Hamas pour mettre fin au blocage de la frontière et le lendemain, il déclare : « Mais dites-moi, quel est le problème si des centaines de milliers de personnes franchissent ces barbelés qui ne sont même pas une frontière reconnue ? Cette clôture, ce n’est pas une vache sacrée ou un tabou qu’on n’a pas le droit de toucher ». Quant au chef du Hamas, Ismaël Haniyeh, il annonce vouloir « transformer la commémoration de la Nakba palestinienne en nakba du projet sioniste ».
Les partis politiques palestiniens se rassemblent au sein d'un comité d'organisation, comprenant le Fatah, le Hamas, le Djihad islamique, ou encore le Front populaire de libération de la Palestine.

## Chronologie

### 30 mars 2018 - Journée de la Terre
Avant-même le début des manifestations, le gouvernement israélien lance une campagne pour tenir le Hamas responsable de tous les actes de violence pendant les manifestations, par le biais d'avertissements en arabe enjoignant aux Palestiniens de ne pas participer à une marche « dangereuse »,. Le gouvernement israélien pressent aussi des incidents le long de la frontière israélienne et double presque les forces stationnées le long de la frontière, déploie des unités spéciales, des drones, et 100 tireurs d’élite qui ont la permission d’ouvrir le feu. Le porte-parole en arabe du premier ministre israélien et le ministre de la Défense ont menacé sur leurs comptes Twitter les manifestants qui s’approchaient de la frontière de blessures graves ou mortelles. Le ministère de la Santé palestinien, contrôlé par le Hamas, déclare qu'un tir de l’artillerie israélienne avait tué un paysan palestinien travaillant près de la zone frontière avant la période principale d’affrontement.
Lors de la Journée de la Terre, 30 000 Palestiniens environ participent à la première journée de manifestations de cette « Marche du retour », dans la bande de Gaza en plusieurs endroits le long de la frontière entre la bande de Gaza et Israël. Cette journée est une des plus violentes de ces dernières années. Les Forces de Défense d’Israël ont tué 17 Palestiniens et affirment que la plupart d’entre eux étaient des activistes de la branche militaire du Hamas ou d’autres organisations djihadistes. Le Hamas annonce 1 416 blessés : par balles réelles, par balles en caoutchouc ou par intoxication au gaz lacrymogène. Ce chiffre est contesté par l'armée de défense d'Israël. Aucun bilan indépendant des parties n’est disponible,,. Pendant les manifestations, des groupes palestiniens composés principalement de jeunes hommes brûlent des pneus, jettent des cocktails Molotov, des pierres à la fronde, des grenades et des explosifs en direction de militaires israéliens,,,. Parallèlement des palestiniens tentent des infiltrations armées en territoire israélien, des sabotages de la barrière, et des centaines d'incendies volontaires des champs israéliens.

Carte de la Bande de Gaza

Cinq camps de tentes ont été mis en place de 500 à 700 m de la barrière séparant Israël de Gaza, près de la zone interdite de 300 m imposée par Israël :
- An-Nahda à l’est de Rafah ;
- Al-Najar à l’est du quartier Khuza’a, à Khan Younès ;
- le camp d’Al Bureij, au milieu de la bande de Gaza ;
- Malaka, une zone à l’est de la ville de Gaza ;
- Abou safiya, dans la ville de Jabaliya et au poste de contrôle de Beit Hanoun, au nord de Gaza[66],[67],[68].

Selon l’armée israélienne, jusqu’à 30 000 personnes ont été transportées en autobus par le gouvernement de Gaza vers le site de la manifestation. Des familles entières, hommes, femmes et enfants, participaient aux marches. La majorité des manifestants dans les campements étaient absents de la zone de la barrière de sécurité et n’ont pas pris part aux violences. Cependant, des centaines de jeunes Palestiniens ont ignoré les avertissements émis par les organisateurs et les militaires israéliens qui leur conseillaient de se tenir éloignés de la zone frontalière.
Human Rights Watch déclare : « Alors que certains manifestants près de la barrière frontalière ont brûlé des pneus et jeté des pierres, Human Rights Watch n’a pu trouver aucune preuve de manifestant possédant des armes à feu ou qu’un membre de Tsahal ait été menacé par des armes à feu lors des manifestations. » L’organisation estime qu’il existe des preuves que des Palestiniens qui ne représentaient pas de menace vis-à-vis des gardes israéliens ont été abattus par l’armée israélienne. L'organisation non-gouvernementale International Crisis Group indique quant à elle que deux membres du Hamas armés ont tenté de s'approcher de la frontière.
Le Porte- parole de Tsahal, a déclaré que « les troupes tiraient sur les principaux meneurs pour endiguer les émeutes qui incluaient des cocktails Molotov et des pierres lancées vers la clôture », ajoutant que « que tous ceux qui avaient été tués avaient tenté de franchir ou d'endommager la barrière frontalière » et qu'il y avait risque que la manifestation ne soit « une tentative de violation massive de la frontières ».

#### Victimes
Un total de 17 Palestiniens ont été tués, dont beaucoup ont été signalés par l’armée israélienne comme membres du Hamas. Plus de 1 400 auraient subi des blessures d’après le Ministère de la Santé de la bande de Gaza, dont :
- 758 blessés par des tirs à balles réelles,
- 148 par des balles en caoutchouc,
- 422 blessés à cause de l’inhalation de gaz lacrymogène,
- 88 blessés par d’autres causes.

Une autre source mentionne 773 blessés par des tirs réels.
Les hôpitaux de campagne mis en place dans les manifestations ont été en mesure de traiter 405 blessés et en ont transféré 1 010 autres à l’hôpital de la ville pour des soins supplémentaires. Un porte-parole de l’hôpital Al-Shifa a déclaré que 284 blessés ont été admis pour traitement, la plupart souffrant de blessures par balle réelle, dont 70 avaient moins de 18 ans. 11 blessés étaient des femmes.
Les bilans ultérieurs font état de 19 morts ce 30 mars 2018.

#### Morts pendant la manifestation
Selon Israël, dix des seize manifestants tués ont été identifiés comme appartenant à des groupes terroristes. Le Hamas, considéré comme un groupe terroriste par les États-Unis, l'Union européenne et Israël, a reconnu avoir perdu cinq des membres de son organisation militaire.

#### Victimes identifiées par l’armée israélienne comme des membres du Hamas
- Mohammed Naeem Abou Amr (Mohammed Abu Omar, 22 ans, Rafah), membre de la branche militaire du Hamas, et selon TSAHAL impliqué dans les creusements de tunnels[78].
- Ahmed Ibrahim Ashour Odeh (19 ans), membre de la branche militaire du Hamas[79].
- Jihad Ahmed Fraina (33 ans), membre de la branche militaire du Hamas ; selon TSAHAL, il commandait la compagnie Sheikh Radwan dans l’aile militaire du Hamas[78].
- Mahmoud Saadi Rahmi (33 ans, Shuja'iyya), membre de la branche militaire du Hamas.
- Abd al-Fattah Bahjat Abd al-Nabi (18 ans), qui aurait reçu un tir dans le dos alors qu’il fuyait la zone frontalière[80]. TSAHAL affirme qu’il était militant du Hamas, cependant sa famille nie qu’il ait fait partie de la branche militaire. Il n’a pas reçu les honneurs funéraires réservés aux combattants djihadistes[81].
- Ibrahim Salah Abou Shaar (20 ans), activiste du Jihad selon TSAHAL.
- Sari Walid Abu Odeh, membre de la branche armée du Hamas venant de Beit Hanoun.
- Hamdan Isma’il Abu Amsha (28 ans), autre membre de l’aile militaire du Hamas de Beit Hanoun.

#### Autres victimes
- Jihad Zuhair Abu Jamous, un membre supposé par TSAHAL des Brigades des martyrs d’Al-Aqsa.
- Naji Abu Hijir
- Mohammed Kamel Najjar, qui a reçu une balle dans l’estomac près de Jabaliya.
- Wahid Nasrallah Abu Samour
- Amin Mahmoud Abu Mouammar (38 ans, Rafah)
- Abd al-Qader Marhi al-Hawajri
- Bader Fayek al-Sabbagh[82] (20 ans), tué d’un tir à la tête. Son frère, qui était présent déclare qu’il fumait une cigarette avec lui derrière un groupe de lanceurs de pierres[83].
- Faris al-Raqid (29 ans), membre du Jihad islamique palestinien[22].

#### Négociations sur les corps de deux victimes palestiniennes de la journée et de victimes israéliennes antérieures
Deux hommes armés, Muhammed Mhareb al-Arabiyeh et Moussab Zuheir Anis al-Saloul (qui, selon le site internet du Hamas était un membre de leur aile militaire), ont été abattus probablement le 30 mars dans la zone d'exclusion définie par Israël. Selon Adalah, organisation créée pour soutenir les droits des membres de la Minorité Arabe en Israël, leurs corps ont été laissés sur le sol dans la zone tampon établie par Israël, dans la zone de Jahr Al-Dik à l’intérieur de Gaza, à une distance de 150 m de la frontière. Ils n’ont pas pu être secourus et évacués en raison de leur proximité avec une zone interdite où Israël a déclaré que toute personne détectée risquait d’être abattue. Les forces israéliennes ont retrouvé les corps et affirmé que les deux hommes avaient tenté de forcer la clôture armés de fusils d’assaut AK-47 et de grenades à main. Un porte-parole de l’International Crisis Group parle de « deux hommes armés du Hamas, distincts de la foule des manifestants, [qui] ont essayé de s’approcher de la clôture et ont été tués par les forces israéliennes ».
Israël a annoncé, le 1er avril, qu’il conserverait les corps de ces hommes plutôt que de les renvoyer à Gaza. Israël est actuellement à la recherche d’Avera Mangistu, Hisham al-Sayed, et Jumaa Abu Ghanima, trois malades mentaux qui ont erré dans la bande de Gaza et qui sont actuellement détenus par le Hamas, ainsi qu’à la recherche des corps de Hadar Goldin et Oren Shaul, des soldats qui auraient été tués dans le conflit à Gaza de 2014. Israël détient déjà les corps de 24 Palestiniens tués avant les incidents.

#### Réactions
Le président palestinien Mahmoud Abbas a déclaré un jour de deuil, le 31 mars.
L’escalade de la violence dans la bande de Gaza inquiète l’ensemble du monde arabe. La Jordanie et l’Égypte ont condamné l’utilisation de la force par Israël, indiquant que cela est préjudiciable à la paix. Le Président turc Recep Tayyip Erdogan et le Premier Ministre Israélien Benyamin Netanyahou ont eu des échanges virulents ; en particulier, M. Erdogan a qualifié la réponse israélienne d’ « attaque inhumaine ». Il note une critique internationale grandissante de l’armée Israélienne. À la demande de l’ambassadeur du Koweït, Mansour Al-Otaibi, le Conseil de sécurité de l’Organisation des Nations unies a initié une réunion d’urgence à la suite de ces violences, le 30 mars. Une résolution du Conseil de Sécurité pour une enquête indépendante couvrant les événements a été bloquée par les États-Unis, et rejetée par Israël. Son Ministre de la Défense, Avigdor Lieberman, a déclaré que les soldats ont effectué les actions nécessaires pour assurer la sécurité aux frontières,. Le Secrétaire Général de l’ONU, Antonio Guterres, a constaté que la situation « souligne l’urgence de revitaliser le processus de paix visant à créer les conditions d’un retour à des négociations constructives ».
Le roi Salmane d'Arabie saoudite demande, après les événements de Gaza, au président Trump de relancer le processus de paix et la création d'un État palestinien, après les propos de son fils, le prince héritier Mohammed ben Salmane (MBS), qui avait déclaré à un magazine américain qu'Israël avait le droit de vivre en paix sur son territoire.

### 6 avril 2018
Lors de la deuxième manifestation de la Marche du retour, environ 20 000 Palestiniens se sont rassemblés près de la frontière. Neuf palestiniens ont été tués et plus de 400 auraient été blessés par l'armée israélienne, qui a également tiré à balles réelles selon ses procédures sécuritaires de règles d'engagement. Le Hamas affirme qu'Israël a tiré sur un journaliste, ce qui est démenti par l'armée et le ministre de la défense Avigdor Libermann qui décrit Yasser Murtaja comme étant un terroriste du Hamas. Un photojournaliste palestinien de 30 ans, Yasser Murtaja, est décédé après avoir été touché au ventre par un tir de sniper israélien. Yasser Murtaja portait un gilet marqué « Press » et il était en train de filmer quand il a été touché. Lieberman affirme que le Hamas porte parfois des gilets de journalisme. Quatre autres journalistes palestiniens ont été blessés par des tirs israéliens, dont un grièvement. L'union des journalistes israéliens a exigé des explications au chef d'état-major de l'armée israélienne, Gadi Eizenkot, concernant les tirs sur les journalistes et les ordres donnés aux forces armées à la frontière concernent la presse.
Le 6 avril 2018, le Hamas organise une « journée des vieux pneus », au cours de laquelle des milliers de pneus sont brûlés et annonce une prime de 3 000 $ aux familles des tués. L'armée israélienne décrit les évènements comme une « catastrophe écologique ».
Arrivant sur un des sites de manifestation prévus où il reçoit un accueil de héros, le chef du Hamas à Gaza Yahya Sinwar s'adresse aux milliers de manifestants à nouveau rassemblés devant la frontière israélienne et avertit que « Le monde doit s'attendre à notre grand mouvement, quand nous briserons la frontière et prierons à Al-Aqsa », ce qu'Israël avait déjà dit ne tolérer à aucun prix. Selon l'armée israélienne, des dizaines de milliers de manifestants, abrités par la fumée de pneus en feu, se sont approchés de la barrière frontalière pour la briser, ont lancé des engins explosifs et des cocktails Molotov.
Le 10 avril, le chef du Hamas, Ismaël Haniyeh, déclare que les manifestations se poursuivront jusqu'à ce qu'elles atteignent leur but : « Nous rentrerons en Palestine et dans nos villages, nous rentrerons à Jérusalem, nous ramènerons notre peuple depuis tous les lieux de refuge et de diaspora, afin qu'il regagne la terre sainte » [...] « Des dizaines de milliers de Gazaouis marcheront vers la Palestine, vers leurs villages et vers leurs villes ».

#### Réactions
Majed Bamya, représentant de la Palestine à l’ONU, a déclaré au journal L'Humanité que « Nous sommes face à un meurtre prémédité. Les plus hauts dirigeants israéliens avaient annoncé avant la manifestation qu’ils se préparaient à la réprimer dans le sang ».
Après la mort d’un journaliste palestinien blessé vendredi par des tirs de soldats israéliens, l'ONG Reporters sans frontières a condamné « les tirs délibérés de l’armée israélienne contre des journalistes ». Pour le ministre de la Défense Avigdor Liberman, le photojournaliste palestinien avait mis sa vie en danger en manœuvrant un drone au-dessus des soldats israéliens.
La France, par l'intermédiaire de la porte-parole du ministère des Affaires étrangères, a condamné les tirs indiscriminés de l'armée israélienne et a demandé que la lumière puisse être faite sur ces « graves événements ».
Le 8 avril, Fatou Bensouda, Procureure de la Cour pénale internationale, publie une déclaration où elle exprime être « extrêmement préoccupée par la violence et la détérioration de la situation dans la bande de Gaza ». « Quiconque incite à commettre ou commet des actes de violence notamment en ordonnant, en sollicitant ou en encourageant la commission de crimes relevant de la compétence de la CPI ou en y contribuant de toute autre manière s'expose à des poursuites devant la Cour » a mis en garde la procureure.

### 13 avril 2018

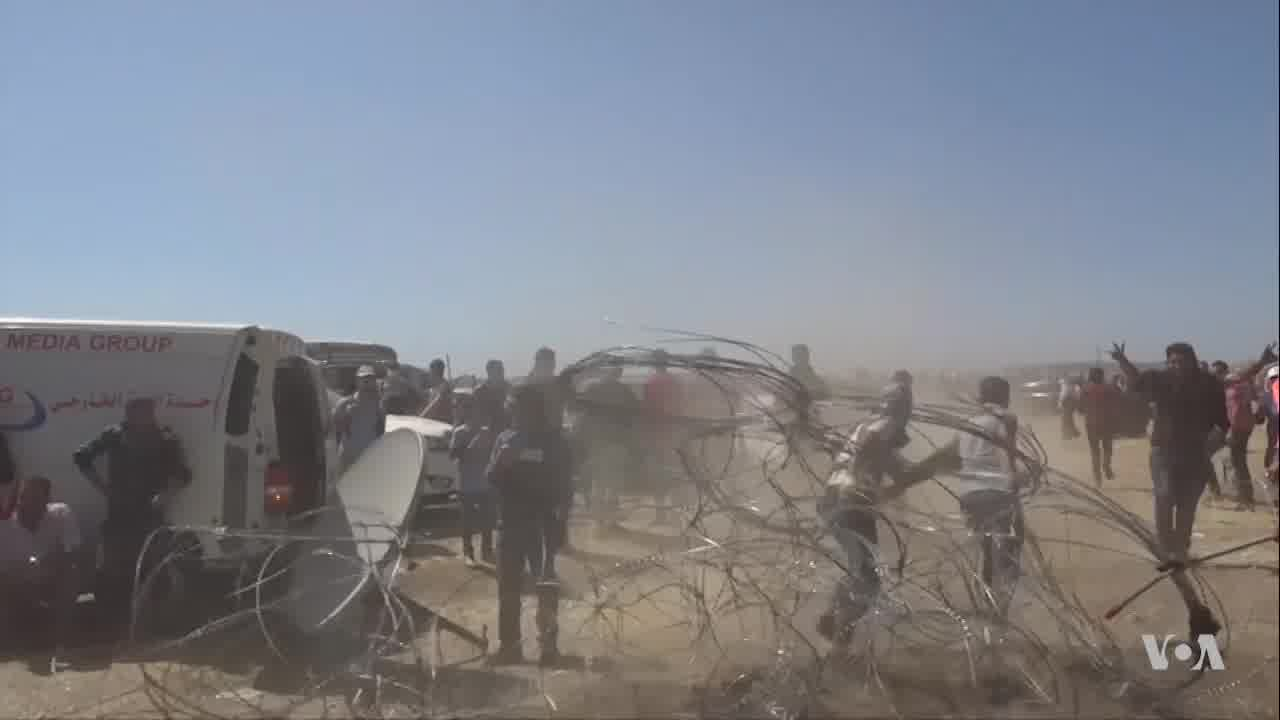
Des Palestiniens traînent une petite partie de la clôture de sécurité Gaza / Israël qu'ils ont arrachée

De nouveau heurts se produisent le vendredi 13 avril et font un mort et 120 blessés, Israël affirmant que les manifestants avaient tenté d’endommager ou de faire une brèche » dans la clôture le long de la frontière et avaient lancé des cocktails Molotov et un « engin explosif », le Hamas disant que les manifestants — moins nombreux ce vendredi — ne présentaient aucune menace pour les soldats israéliens.

#### Réactions
Le 19 avril 2018, le Parlement européen vote une résolution qui condamne et Israël et le Hamas. Il « condamne les meurtres et les blessures de manifestants palestiniens innocents dans la bande de Gaza au cours des trois dernières semaines et demande instamment à l’armée israélienne de s’abstenir de recourir à la force meurtrière contre des manifestants non armés » et « condamne les attaques terroristes du Hamas et d’autres groupes militant contre Israël depuis la bande de Gaza, y compris par les tirs de roquettes, les infiltrations en territoire israélien et la construction de tunnels ». « L’utilisation intentionnelle de la force meurtrière contre des manifestants qui ne constituent pas une menace imminente pour la vie ou de blessure grave viole le droit international des droits de l’Homme et dans le contexte de l’occupation est une violation grave de la quatrième Convention de Genève. » « le Hamas semble viser à l’escalade des tensions » et les parlementaires « condamnent fermement la tactique continue du Hamas d’utiliser des civils dans le but de protéger les activités terroristes ».
Durant la semaine qui se termine, l'Égypte a essayé sans succès à maintes reprises de convaincre le Hamas de cesser les marches et les manifestations de masse.

### 20 avril 2018
L'armée israélienne aérolargue des tracts d'avertissement aux manifestants.
Le ministère de la santé palestinien à Gaza rapporte que quatre manifestants palestiniens dont un adolescent de 15 ans, ont été tués et 729 autres blessés par les tirs israéliens lors des manifestations de ce vendredi. Selon l'armée israélienne l'adolescent tué avait franchi les barbelés et se dirigeait vers la barrière principale. Liebermann rejette la responsabilité sur le Hamas qui encourage les enfants à participer aux violences.
L'armée israélienne rapporte que les manifestants ont fait voler des cerfs-volants porteurs de cocktails Molotov et parfois décorés de swastika au-dessus du territoire israélien.

#### Réactions
Réagissant à ces quatre décès, l'Union européenne demande le 21 avril une enquête complète sur ce qui est arrivé durant ce quatrième jour de manifestation.
Natalie Portman annonce qu'elle ne participera pas à la cérémonie du prix Genesis, en lien aux évènements.
Le 25 avril, le chef du bureau politique du Hamas, Ismaël Haniyeh déclare que les manifestations continueront durant tout le Ramadan, donc après le 15 mai, pour dénoncer le plan de paix de Donald Trump et le transformer en une « gifle retentissante à l'administration américaine ».

### 27 avril 2018
Le 27 avril 2018, trois Palestiniens ont été tués par l'armée israélienne lors du cinquième vendredi de manifestations. Selon le ministère gazaoui de la Santé, 154 personnes ont dû être hospitalisées après avoir été blessées par des balles ou avoir inhalé des gaz lacrymogènes.
Au total, 42 Palestiniens ont été tués et 5500 blessés depuis le début de la "grande marche du retour" le 30 mars. L'armée israélienne est mise en cause pour ses méthodes. Étant donné le nombre de morts et la nature particulière des blessures infligées aux manifestants palestiniens, des interrogations se font jour sur les munitions employées par Tsahal ainsi que sur ses méthodes de tirs. Ceux-ci génèrent en effet de très graves blessures handicapantes à vie.
Selon l'armée israélienne, le jour de manifestation a été le plus violent du mois et Israël publie les vidéos de surveillance d'une « centaines de tentatives d'infiltrations ». Des centaines de manifestants tentent de brûler la barrière et de s'infiltrer, tout en lançant des explosifs, des bombes incendiaires, des lancers de pierres. Des images de drones montrent le modus operandi du Hamas, basé sur l'installation de postes avancés et l'utilisation d'écran de fumée de pneus brûlés pour ensuite s'approcher de la barrière sans être détecté. L'armée israélienne met en cause le Hamas d'inciter les enfants à participer aux confrontations violentes et la décrit comme une stratégie de bouclier humain.

#### Réactions
Zeid Ra'ad Zeid Al-Hussein, Haut-Commissaire de l'ONU pour les droits de l'Homme, a reproché à Israël un usage de la force excessif contre les manifestants.
Comme de nombreux enfants prennent part au mouvement, Mahmoud Abbas appelle à les éloigner de la frontière avec Israël.

### 4 mai 2018

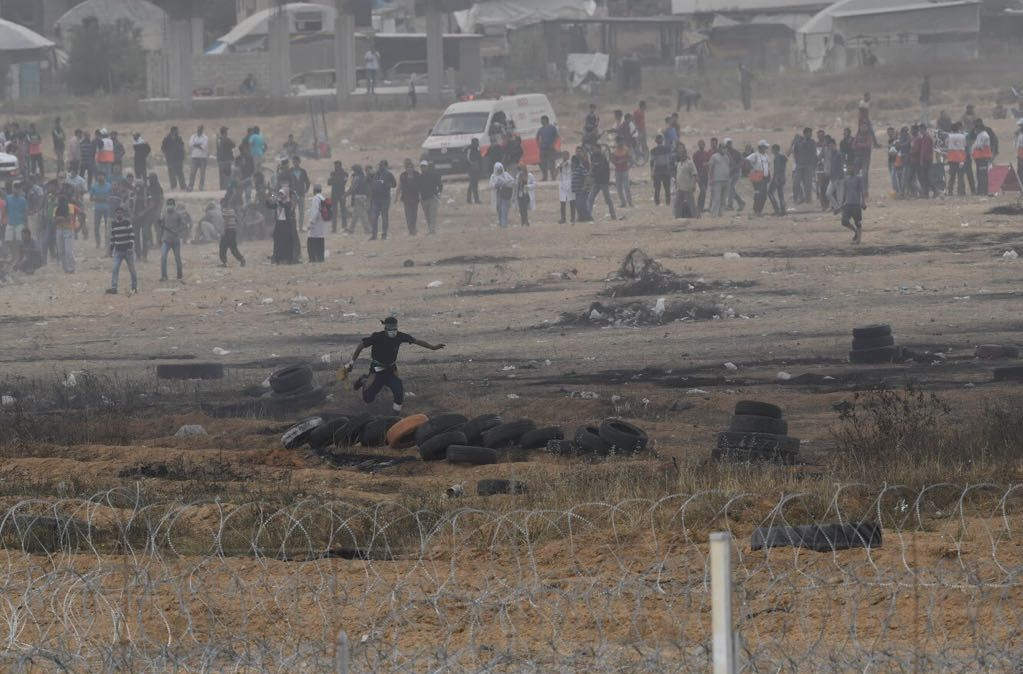
Manifestants le 4 mai 2018.

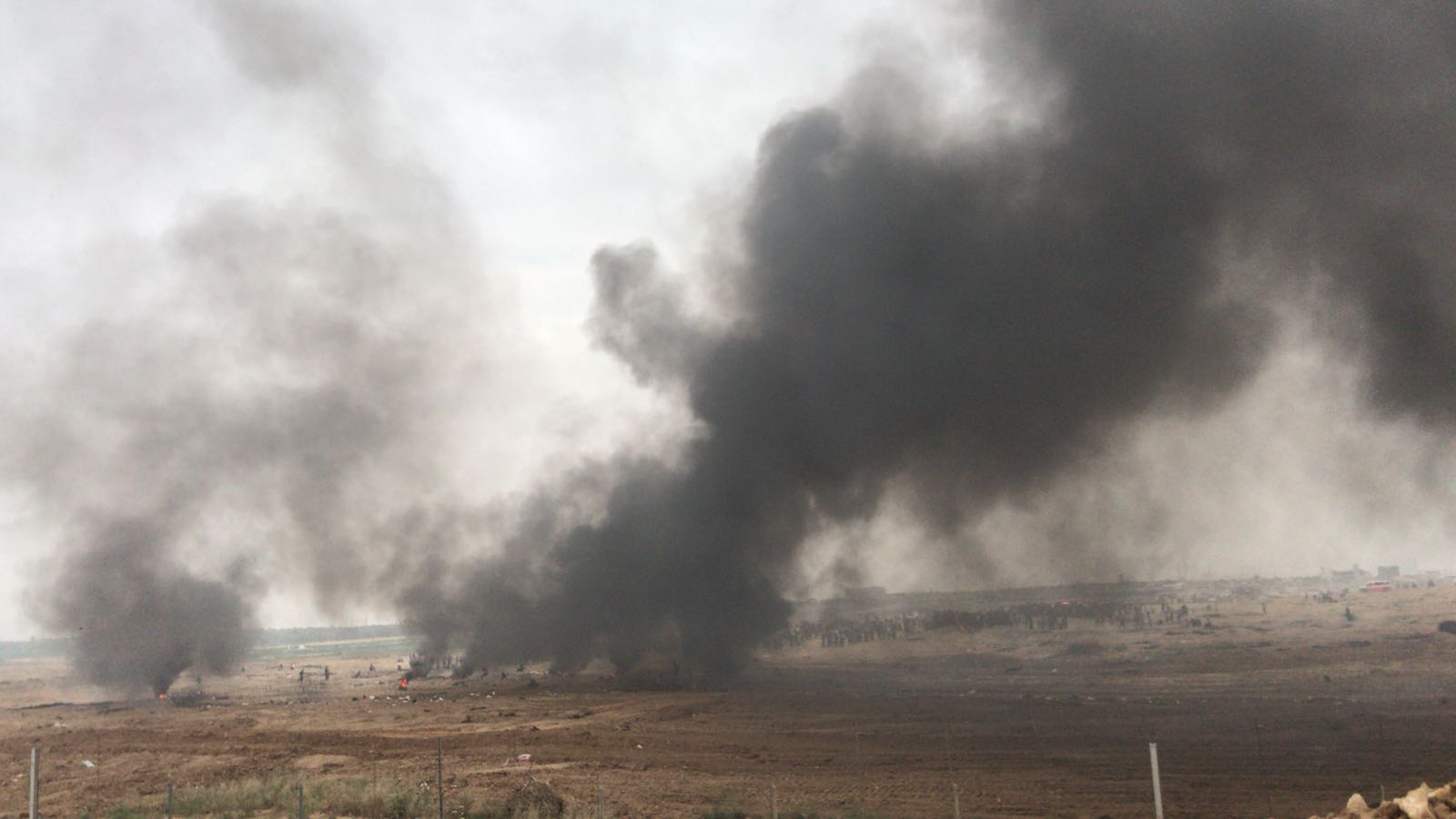
À la frontière de Gaza le 4 mai 2018.

Cette journée semble avoir été plus calme que les précédentes, le bilan ne faisant apparaître que des blessés, mais toujours en nombre important, 431 cette fois-ci.
D'autres incidents se produisent toutefois le long de la frontière entre Gaza et Israël : dans les semaines qui précèdent ce 4 mai, les Gazaouis ont souvent lancé des cerfs-volants transportant du liquide inflammable, du charbon et de sacs de sucre permettant une combustion lente et longue. Ces dispositifs ont causé d’importants incendies dans les champs cultivés israéliens. Le 5 mai, des avions israéliens ont bombardé une de base de lancement de cerfs-volants incendiaires du Hamas, située au nord de la bande de Gaza. Le même jour, une explosion a fait 6 morts à Gaza, le Hamas les attribuant à un dispositif d’espionnage israélien qui se serait auto-détruit après avoir été découvert. Les médias palestiniens évoquent, eux, un « accident du travail », les terroristes ayant été tués par leur propre bombe. Trois Palestiniens sont tués en essayant de franchir la frontière le 6 mai, selon un communiqué de l'armée israélienne

#### Réactions
Le 9 mai, Yahya Sinwar, chef du Hamas dans la bande de Gaza, déclare que lui et d’autres hauts responsables sont « prêts à mourir avec des dizaines de milliers de personnes » quand les manifestations atteindront leur point culminant lors de l’inauguration de l’ambassade des États-Unis à Jérusalem et lors de la journée de la Nakba dans la semaine du 14 mai.

### 11 mai 2018
Lors des manifestations du vendredi 11 mai auxquelles participent environ 5 000 personnes, un Palestinien est tué et 167 autres blessés selon les sources palestiniennes, ce qui porte à 53 morts le nombre de palestiniens tués depuis le début des manifestations. Les manifestants continuent à faire voler des cerfs-volants incendiaires et incendient le poste-frontière de Kerem Shalom, interrompant ainsi le trafic de marchandises et le ravitaillement en gaz et électricité de la bande de Gaza. Le poste frontière est fermé à partir du 13 mai par les Israéliens pour permettre les réparations et rouvert partiellement le 15 mai.

### 14 mai 2018: jour de l'inauguration de l'ambassade américaine à Jérusalem
Le 14 mai, huitième journée de manifestations et jour de l'inauguration de l'ambassade des États-Unis à Jérusalem, les affrontements redoublent. Selon le bilan publié par le gouvernement français, 60 Palestiniens sont tués et près de 2 400 blessés. Selon Libération, parmi ces 60 morts, « dans une morbide opération de récupération des martyrs le Hamas s'attribue  l’affiliation d’au moins cinquante manifestants tués », tandis qu'est compté trois membres du Jihad islamique palestinien, soutenu par l'Iran. Didier Billion, géopolitologue directeur adjoint de l'IRIS, refuse de décrire le Hamas comme groupe terroriste et assure que le groupe a « évolué ». Selon son opinion « Prétendre que tous ces gens sont des terroristes, c’est de la communication politique, parfaitement organisée, avec des lobbyistes français pour relayer la ligne de l’État d’Israël chez nous ».
Un manifestant résume ses motivations pour Paris-Match : « On ne vient pas ici pour le plaisir, ni pour se faire tuer. On est là pour défendre le droit au retour sur nos terres, pour protester contre le transfert de l’ambassade américaine à Jérusalem. Mais si nous avions du travail, de l’argent, ces manifestations auraient beaucoup moins de succès ». Et le journaliste qui l'interroge, précise que la situation à Gaza est catastrophique avec le chômage, le blocus d'Israël et celui de l'Égypte, et avec la lutte fratricide entre le Hamas et l'Autorité palestinienne qui ne paye plus les fonctionnaires gazaouis. Un autre « marcheur » résume les raisons de sa présence pour Al-Jazeera : « Un, nous voulons que la résolution 194 de l'ONU, qui demande le retour de tous les réfugiés palestiniens dans leurs terres devienne effective. Deux, nous voulons que le siège génocidaire imposé à Gaza par l'apartheid israélien soit levé. Trois, nous refusons d'accepter la décision de transférer l'ambassade américaine dans la Jérusalem occupée ».
Selon l'armée israélienne, 40 000 Gazaouis manifestaient en douze lieux différents le long de la frontière au pic des manifestations. Des milliers d'autres étaient assemblés à quelques centaines de mètres de la frontière. Vers quatre heures de l'après-midi, au moment de l'inauguration de l'ambassade américaine à Jérusalem, des groupes menés par Hamas ont essayé de franchir la frontière en plusieurs points. Trois des personnes tuées étaient en train de poser des explosifs et les soldats ont dû répondre à plusieurs tirs les visant. L'aviation israélienne a aussi frappé douze fois la bande de Gaza en réponse aux attaques contre les soldats israéliens. Un site d'entrainement du Hamas a été frappé à cinq reprises,.
Toujours selon l'armée israélienne, un renseignement avait été reçu qui indiquait qu'un commando du Hamas prévoyait de détruire à l'explosif partie de la barrière frontalière pour permettre une infiltration en masse en Israël. Quand le commando de huit terroristes apparaît en sortant de la manifestation, deux véhicules blindés israéliens franchissent la barrière et sont immédiatement attaqués à l'explosif et aux armes légères par le commando qui tirait de deux endroits différents situés à 200 mètres et 30 mètres de la frontière. Depuis le territoire israélien, les soldats israéliens, un tank et l'aviation ouvrent alors le feu sur les huit terroristes qui sont tués.
Selon Al-Jazeera, parmi les milliers de blessés palestiniens, 74 étaient des enfants, 23 des femmes et huit des journalistes. Des centaines de manifestants s'approchèrent à plusieurs centaines de mètres de la barrière, et d'autres encore plus près en brûlant des pneus et en lançant des pierres.

#### Réactions politiques internationales
Le 15 mai, l'ambassadrice américaine à l'ONU déclare qu'Israël a fait preuve de retenue. Le même jour, l'ambassadrice d'Israël en Belgique est interrogée à la station de radio belge La Première et indique « je regrette beaucoup pour chaque humain décédé même si ce sont des terroristes, 55 terroristes qui viennent près de la barrière pour essayer de passer sur le territoire israélien,,. Elle est convoquée par le Ministre des Affaires étrangères qui indique : « On peut entendre beaucoup de choses, mais il y a des limites » et « cela dépasse l'entendement ».
Le 15 mai, l'ambassadeur d'Israël en Turquie et le consul général de Turquie à Jérusalem sont expulsés,,. Le président turc, Recep Tayyip Erdoğan et le premier ministre israélien échangent des insultes sur Twitter, Erdogan parlant de « génocide » provoqué par Israël, qualifié d'« État terroriste », Netanyahou qualifiant Erdogan de premier partisan du Hamas, de fin « connaisseur du terrorisme et des massacres », et n'ayant « aucune leçon à donner à Israël »,,. L’Afrique du Sud condamne « l’agression violente des forces armées israéliennes » et rappelle également son ambassadeur en Israël. Le soir l'armée israélienne livre 53 tonnes de matériel médical à la bande de Gaza dans un convoi de huit camions humanitaires.
Le Royaume-Uni, l'Allemagne et la Belgique demandent une commission indépendante « sur ce qui s'est passé », pour « faire la lumière sur les violences et les affrontements sanglants dans la zone frontalière ». Lors d'entretiens téléphoniques avec le président palestinien Mahmoud Abbas et le roi de Jordanie Abdallah II, Emmanuel Macron condamne « les violences des forces armées israéliennes ». L'organisation Reporters sans frontières saisit la Cour pénale internationale pour « crimes de guerre commis par l'armée israélienne contre des journalistes palestiniens » concernant Yasser Murtaja et Ahmed Abou Hussein qui ont été tués par balle. La procureure Fatou Bensouda déclare peu après « mon équipe suit attentivement les développements sur place et examine tout crime présumé qui pourrait être du ressort »
. L'autorité palestinienne rappelle ses ambassadeurs des quatre pays européens ayant envoyé des représentants à la cérémonie d'ouverture de l'ambassade des États-Unis à Jérusalem : l'Autriche, la Hongrie, la République tchèque et la Roumanie.

### 15 mai 2018 - Journée de laNakba
En ce dernier jour annoncé de manifestations, celles-ci sont moins importantes que le jour précédent, 4 000 personnes seulement y participant. Selon le ministère de la Santé de Gaza, deux Palestiniens auraient été tués et 160 blessés.
Le 16 mai, l'UNICEF envoie du matériel médical d'urgence. L'organisation déclare que du 30 mars au 15 mai 2018, plus de 1000 enfants ont été blessés dans la bande de Gaza. Beaucoup de ces blessures sont graves, incluant des amputations.

### Continuation du mouvement

#### 25 mai
Deuxième vendredi du Ramadan, de nouvelles manifestations rassemblant près de 2 000 personnes sont organisées le long de la frontière et le chef du Hamas à Gaza Yahya Sinwar annonce que les manifestations continueront pour culminer durant quatre jours à partir du 5 juin quand les Palestiniens commémoreront le jour de la Naksa, c'est-à-dire la victoire israélienne de la guerre des Six Jours et la capture de la Cisjordanie et de la bande de Gaza par Israël.

#### 29 mai
Une trentaine d’obus de mortier sont tirés du territoire palestinien blessant trois soldats israéliens. L’un d’eux a atterri dans l’enceinte d’une école. Le système de défense israélien  Dôme de fer  a intercepté une partie des projectiles. Ces tirs ont été revendiqués conjointement par le Hamas et Jihad islamique en réponse à « de récentes attaques israéliennes contre leurs positions ». En réaction à ces tirs, Tsahal annonce avoir frappé « plus de 35 cibles sur sept sites à Gaza et détruit un tunnel et différentes infrastructures militaires appartenant au Hamas et au Jihad islamique ». Deux jours plus tôt, l’armée israélienne avait découvert  un engin explosif placé sur la clôture frontalière. Elle frappe en représailles un poste d’observation du Jihad islamique. Trois de ses membres sont tués. Les  incidents  continuent le long de la clôture. Des incendies sont provoqués en Israël par des cerfs-volants enflammés, des tentatives d’infiltration sont déjouées. La veille, des impacts de tirs d’armes automatiques depuis Gaza sont relevées sur des bâtiments et des voitures à Sdérot. Deux Palestiniens avaient été arrêtés plus tôt après avoir traversé la clôture « pour tenter de mettre le feu à un poste d’observation israélien ». Dans la journée, plusieurs bateaux de pêche tentent de quitter la bande de Gaza et de forcer le blocus maritime, « transportant à leur bord des blessés atteints par balle ces dernières semaines lors de la marche ». Ils sont arraisonnés par la marine israélienne.
Dans la soirée, environ 130 obus et roquettes sont tirés de la bande de Gaza, selon l'armée israélienne, « certains des projectiles interceptés étaient de fabrication iranienne ». Dans la nuit, plus d'une soixantaine de cibles militaires dans la bande de Gaza sont frappées en représailles. Les objectifs comprennent « des hangars de drones utilisés à des fins terroristes, un atelier de fabrication de roquettes, des armements navals, des installations militaires et d'entraînement et un site de fabrication de munitions ». Le ministre du Renseignement, averti à la radio que « si les tirs ne s'arrêtent pas, Israël durcira sa réponse, ce qui pourrait conduire à une détérioration de la situation » et que « le pays était  au point le plus proche du seuil de la guerre » depuis la  Guerre de Gaza de 2014. Le lendemain, alors que les tirs s'interrompent, le Hamas  annonce « qu'un accord de cessez-le-feu avait été conclu entre les organisations palestiniennes et Israël sous les auspices de l'Egypte ». Israël dément .

#### 2 juin
Plusieurs milliers de personnes dont du personnel médical et des ambulanciers de Gaza assistent aux funérailles d'une jeune secouriste bénévole de 21 ans, tuée le 1er juin 2018 par l'armée israélienne. Alors que l'envoyé spécial de l'ONU pour le Moyen-Orient a affirmé dans un tweet que « les personnels médicaux ne sont pas une cible », la Société palestinienne de secours a pour sa part rappelé que « tirer sur du personnel médical constitue un crime de guerre selon les Conventions de Genève ».
Le 7 juin, le porte-parole arabophone de l'armée israélienne rend public une vidéo de la victime, Razan al-Najjar, afin de montrer que la jeune femme « n'était pas une secouriste neutre comme dépeinte ». La vidéo la montre, jetant « ce qui semble être une cartouche de gaz lacrymogène ». Dans une deuxième scène, elle déclare à un intervieweur :« Je suis un bouclier humain ». Cependant, finalement, il appert que la vidéo est tronquée. En effet, sur la version complète, elle déclare « Je suis ici, sur la ligne de front, en tant que bouclier humain pour protéger les blessés à l'intérieur de la ligne de front ». L’armée israélienne a affirmé que la jeune femme n'a pas été visée intentionnellement, mais atteinte indirectement.

#### 8 juin
Entre 10 000 personnes selon Israël et 70 000 selon le Hamas se sont rassemblées à cinq endroits de la frontière qui n'a pas été franchie. Les tirs israéliens ont fait quatre morts et entre 100 et 600 blessés parmi les Gazaouis, dont un journaliste palestinien, Al-Baba, qui travaille pour l'agence de presse AFP dans la bande de Gaza depuis 2000 et qui a été « abattu alors qu'il était clairement identifié dans un gilet de presse et un casque, à environ 200 mètres de la barrière à l'est de Jabalia au nord de Gaza ». D'après l'armée israélienne, et pour la première fois, des Palestiniens ont envoyé des ballons explosifs qui n'ont fait aucune victime. Les responsables de l'armée israélienne estiment que « les incidents et les affrontements sur la clôture frontalière se poursuivront dans les semaines à venir mais avec moins d’intensité ».
Initialement prévue le 5 juin, cette manifestation, a été décalée par le Hamas pour coïncider avec « le jour de Jérusalem », un rendez-vous annuel iranien protestant de la mainmise israélienne sur la Ville sainte et célébré par des marches militaires à Téhéran ainsi qu’au Liban par le Hezbollah et à Gaza par le Jihad islamique. La « Journée de Qods » (Journée de Jérusalem) a lieu le dernier vendredi du Ramadan et a été baptisé ainsi par l'Iran en 1979 dans le cadre de sa politique anti-israélienne. Les médias iraniens la présentent comme « un événement annuel de solidarité avec les Palestiniens sous occupation israélienne ». Un hashtag « QudsDay4return » est lancé et draine des messages  antisémites. Ce suivisme du Hamas est interprété comme une volonté de rompre son isolement vis-à-vis des autres pays du Moyen-Orient,.
Un des mots d'ordres de mobilisation lancés la veille sur les marchés et dans les mosquées, par les Hamas, était « Un million de personnes pour Jérusalem ».
À la suite des nouveaux affrontements meurtriers et de l’initiative de l’Organisation de la coopération islamique (OCI) et de la ligue arabe, une réunion d’urgence de l’Assemblée générale de l’ONU a été convoquée vendredi 8 juin et se tiendra mercredi 13 juin à partir de 20 heures. L’ambassadeur israélien à l’ONU, Danny Danon a réagi et critiqué la session spéciale annoncée.
Le porte-parole du Hamas, Faouzi Barhum, a déclaré « qu'il n’y a aucun État qui s’appelle Israël et qui aurait Jérusalem pour capitale » ajoutant que les manifestations allaient se poursuivre. Le porte-parole du ministère des affaires étrangères israélien, Emmanuel Nahshon, a présenté sur Twitter les manifestants de Gaza comme des « crétins haineux » et des « Hamas Jugend », faisant référence aux Jeunesses hitlériennes.

#### 9 juin

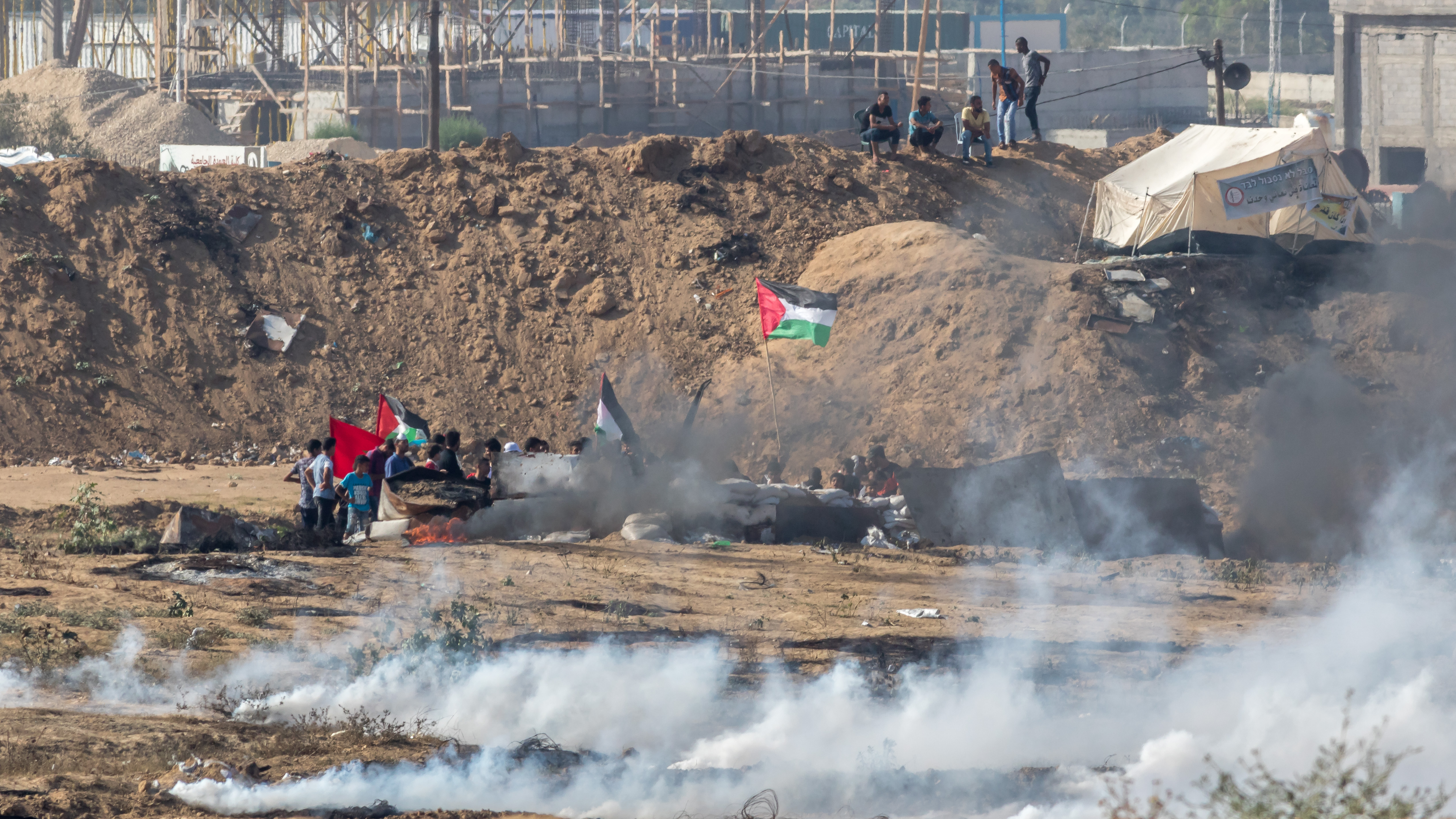
Manifestation de protestation à la frontière le 6 juillet 2018.

Dix incendies ont été signalés près des kibboutzim frontaliers avec Gaza alors que les cerfs-volants incendiaires continuent d’être lancés vers Israël. Un drone armé a tiré un coup de semonce en direction d'un groupe préparant des ballons portant des explosifs. La veille, les habitants de la zone frontalière ont décidé de lancer une campagne de reboisement et invitent « familles, agriculteurs, vieux et jeunes, tout le monde. Prenons nos responsabilités et créons la réalité. Ils brûlent et nous plantons ! »,.

#### 28 juin
Deux Palestiniens sont tués par l'armée israélienne lors des manifestations du 28 juin 2018.

#### 3 août
Les manifestations hebdomadaires du vendredi se poursuivent moins intensément en juillet et août 2018. Le 4 août, deux Palestiniens sont cependant tués et 220 blessés .

#### 10 août

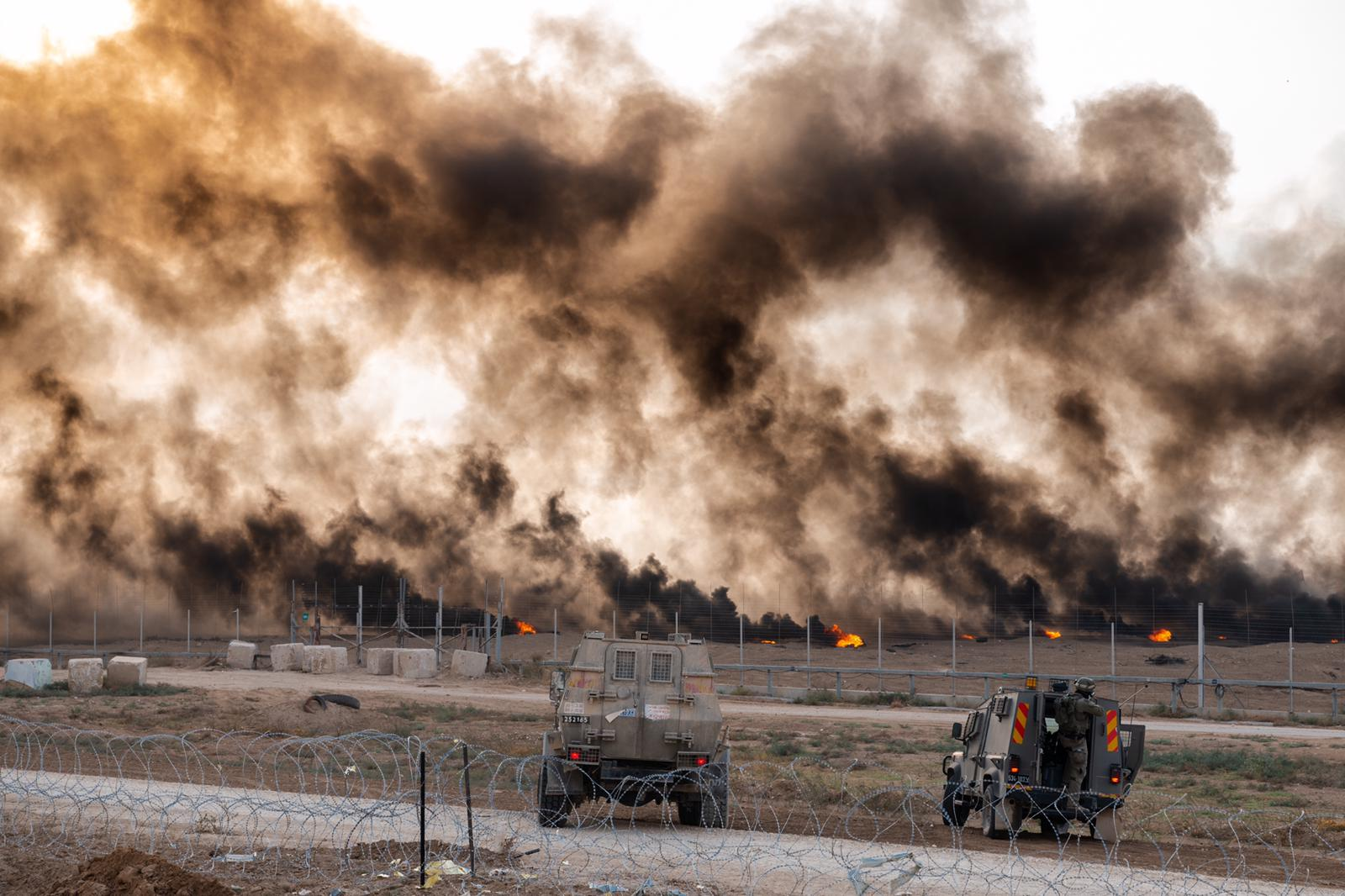
Le 23 octobre 2018.

Le vendredi 10 août 2018, après que des Palestiniens ont franchi la barrière avant de retourner dans le bande de Gaza, et lancé une grenade vers des soldats. Deux Palestiniens sont tués par les tirs israéliens et 307 sont blessés, dont deux journalistes et cinq secouristes. L’Union européenne estime dans un communiqué que Gaza et Israël sont « dangereusement proches » d’un nouveau conflit. Selon elle, « La première priorité est maintenant la désescalade et la vie des civils ne doit pas être davantage mise en danger ».

#### Premier anniversaire de la Marche du retour de 2018
Pour le premier anniversaire de la Marche du retour de 2018, samedi 30 mars 2019 (qui correspond à la journée de la Terre 2019), le Hamas  avait battu le rappel pour assurer une participation monstre : appels insistants à travers les haut-parleurs des mosquées et acheminements en bus des manifestants. Si la manifestation fait trois morts, ce bilan limité s'explique par un accord entre le Hamas et Israël parrainé par l'Égypte pour éviter une nouvelle explosion de violence : le comité d’organisation de la Marche, « cornaqué par le Hamas », avait depuis jeudi appelé les « shebabs » (la jeunesse) à se tenir loin des barbelés, ce qui fut répété samedi 30 mars par un SMS du Hamas envoyé sur tous les téléphones portables bornant dans la zone. De plus, le Hamas a aussi demandé de ne pas lancer de cerfs-volants ni de pneus enflammés.

### Bilan provisoire
À la date du 30 mars 2019, soit un an après le début du mouvement, 270 manifestants Palestiniens ont été tués et 29000 blessés selon un recensement de l'agence humanitaire de l'ONU . Des Gazaouis interrogés par RFI s'opposent pourtant à la Marche du retour : « Israël fait usage d’une force intense contre les manifestations et nous ne voulons pas perdre des vies. » ou « C’est devenu de plus en plus politique. Ils [le Hamas] l’ont utilisé comme un moyen de marchandage avec Israël. Et il est apparu alors qu’ils cherchaient plus de martyrs, plus de morts. ».
En février 2019, la commission d’enquête des Nations unies conclut que les violences commises par Israël lors des manifestations pouvaient « constituer des crimes de guerre ou des crimes contre l’humanité » alors que « la presse occidentale accusent les factions — Hamas en tête — d’instrumentaliser les jeunes et de les jeter en pâture aux tireurs d’élite tapis derrière la barrière ».

## Cerfs-volants et ballons incendiaires

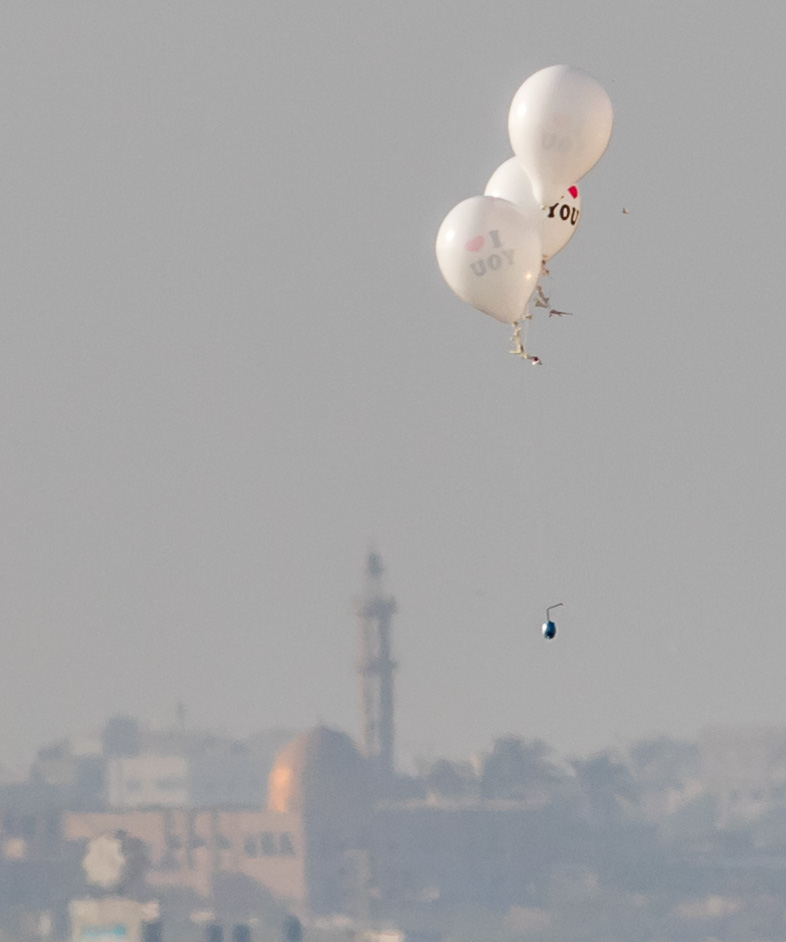
Ballons incendiaires lâchés depuis la Bande de Gaza le 5 juillet 2018.

Des centaines de cerfs-volants portant des engins incendiaires lancés par les manifestants palestiniens au-dessus de la barrière frontalière avec Israël ont dévasté des centaines d'hectares de champs agricoles, de forêts et de réserves naturelles. Au 5 juin 2018, ce sont environ 1 800 hectares de terres variées qui ont été détruites par plus de 250 incendies. La moitié des feux se sont déclarés dans des réserves naturelles faisant  des ravages dans la faune et la flore sauvages. Pour les Palestiniens ces engins incendiaires et certains médias « l'un des emblèmes de la marche du retour ».

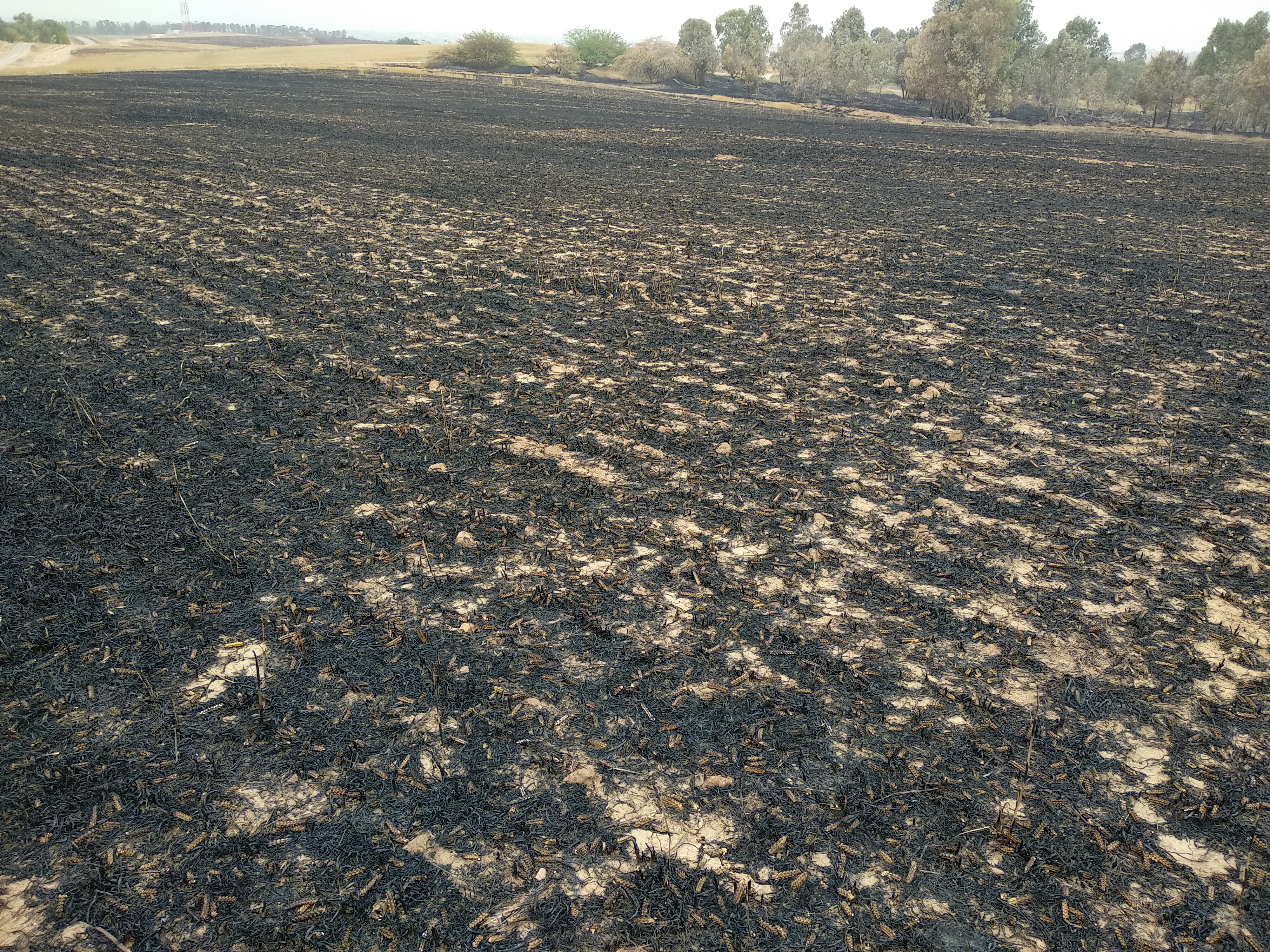
Champ israélien ravagé par un incendie causé par un cerf-volant

Depuis le début de leur utilisation au lancement des manifestations, plus de 350  cerfs-volants et ballons sur un total de 600 ont été abattus par des drones  selon l'évaluation du ministre de la Défense israélien.
 Au 8 juin, Tsahal « n’a pas réagi à l’intérieur de la bande de Gaza pour tenter de dissuader les Gazaouis d’envoyer ces cerfs-volants ». Ce phénomène est appelé  « terrorisme des cerfs-volants » par les responsables israéliens de la sécurité. La difficulté pour eux afin contrer ce type d'action, est que « ceux qui manipulent ces cerfs-volants ne se trouvent pas en première ligne des manifestations. Ils sont souvent dans des zones où se trouve beaucoup de monde. Leur tirer dessus sans risquer d’autres victimes » limite la réponse militaire.
 Le 9 juin, l'armée  déclare dans un communiqué qu'elle « considère la manipulation de cerfs-volants et de bombes incendiaires comme dangereuse et emploie tous les moyens pour empêcher leur utilisation ». Le ministre de la Sécurité intérieure, Guilad Erdan, appelle à abattre les pilotes de cerfs-volants. Le Fonds national juif qui gère les terres menace de poursuivre le Hamas devant une cour internationale. Une campagne de reboisement est lancée.
Au 20 juin 2018, les cerfs-volants et les ballons incendiaires ont détruit plus de 2 000 hectares de terres israéliennes frontalières. Les Israéliens répliquent par des tirs de sommation à l’aide de drones près de jeunes lançant des cerfs-volants et des frappes sur les installations du Hamas pendant que le Hamas tirait des roquettes sur Israël à 45 reprises.
Au 10 octobre 2018, le bilan est de 1 336 hectares de forêt et de 1 619 hectares de terres agricoles brûlés par ces attaques.

## Réactions
Le 7 juin 2018, Benyamin Netanyahou déclare que « l'armée israélienne travaillait à développer des moyens non létaux pour faire face aux manifestations de masse violentes ». Il précise « Nous avons essayé le canon à eau, nous avons essayé le gaz lacrymogène, nous avons essayé toutes sortes d'autres dispositifs, mais aucun n'a agi contre ce genre de tactique ». Il a ajouté  espérer que des moyens nouveaux seront développés prochainement. Il affirme que « les Palestiniens peuvent protester autant qu'ils veulent, mais le Hamas organise une agression violente contre Israël en vue de nous détruire, ce qu'ils ont ouvertement proclamé, afin de franchir la barrière frontalière et kidnapper et assassiner les Israéliens qui vivent à une centaine de mètres de là ».
Selon Ran Halévi, dans Le Figaro, « la direction du Hamas n’a pas lésiné sur les moyens : une locomotion gratuite pour les manifestants, femmes et enfants compris, et des primes pour encourager des volontaires – 100 dollars par famille et jusqu’à 500 en cas de blessure ». [...] « Affaibli militairement, pressé par l’Égypte, boycotté par l’Autorité palestinienne, assiégé par le blocus israélien, le Hamas continue de déverser des sommes pharaoniques pour la construction de tunnels sous la frontière israélienne, que Tsahal détruit régulièrement. » Toutefois, le nombre de victimes suggère que Tsahal a fait « un usage excessif de la force ». [...] « À Gaza, le [gouvernement israélien] laisse pourrir une situation intenable, dont personne ne peut prédire les suites. »

### Armée israélienne
Le 22 juillet 2019, selon un officier israélien, les règles de tir pour les tireurs d'élite ont été modifiées : « Au début, nous leur avons dit de tirer sur la jambe. Nous avons vu que cela pouvait entraîner des décès, alors nous leur avons dit de tirer en dessous du genou, puis nous avons affiné les règles pour tirer sur la cheville. ». Ce dernier affirme que des mesures ont été prises pour limiter la létalité des tirs, ainsi la précision de tir des tireurs d'élite est  documentée, et dans le cas où le tir n'est pas assez précis, le soldat est remplacé.

### Couverture médiatique
Selon Le Monde, « les journalistes israéliens ne sont pas autorisés à se rendre sur place, pour des raisons de sécurité. Ils se contentent donc de parler au téléphone avec des habitants. La plupart du temps, ils s’appuient sur des analystes ou des sources au sein de l’appareil militaire », alors que ceux de la presse internationale seraient sur le terrain, et « l’accusation récurrente formulée à leur encontre par les autorités israéliennes est d’ignorer la nature réelle de la mobilisation ». Le 16 mai, le porte-parole du ministère israélien des affaires étrangères a déclaré « Pas de “marche populaire” ou quoi que ce soit de semblable. Une foule violente de terroristes du Hamas, avec des intentions meurtrières », mettant en cause l'impartialité des journalistes de la presse internationale dans leurs comptes-rendus des événements. Dans un éditorial en date du 15 mai, le journal  évoque une « journée sanglante à Gaza : des Palestiniens abandonnés et déshumanisés » et estime que « ce qu’il restera, surtout, de cette journée est le spectacle schizophrène et obscène des réjouissances diplomatiques américano-israéliennes à Jérusalem pendant qu’un carnage était perpétré, à une centaine de kilomètres de là, sur des civils cherchant à franchir une frontière, sans autre arme que leur désespoir ». Il écrit « qu'alors que les manifestants étaient désarmés et restaient du côté palestinien, mis à part une minorité d'entre eux, l'armée israélienne a tiré sur eux, faisant des morts et de nombreux blessés » Il a estimé que « cette asymétrie des moyens employés a conduit à un bilan de victimes palestiniennes digne d'un état de guerre sans aucun blessé ni tué israélien ».

### Réactions populaires
En France, des manifestations plutôt modestes rassemblant plus d'un millier de personnes ont été organisées en soutien au peuple palestinien contre les violences subies.

En Turquie, à l'appel et en présence du président turc Recep Tayyip Erdogan des milliers de manifestants se réunissent.

Manifestations de soutien aux Palestiniens
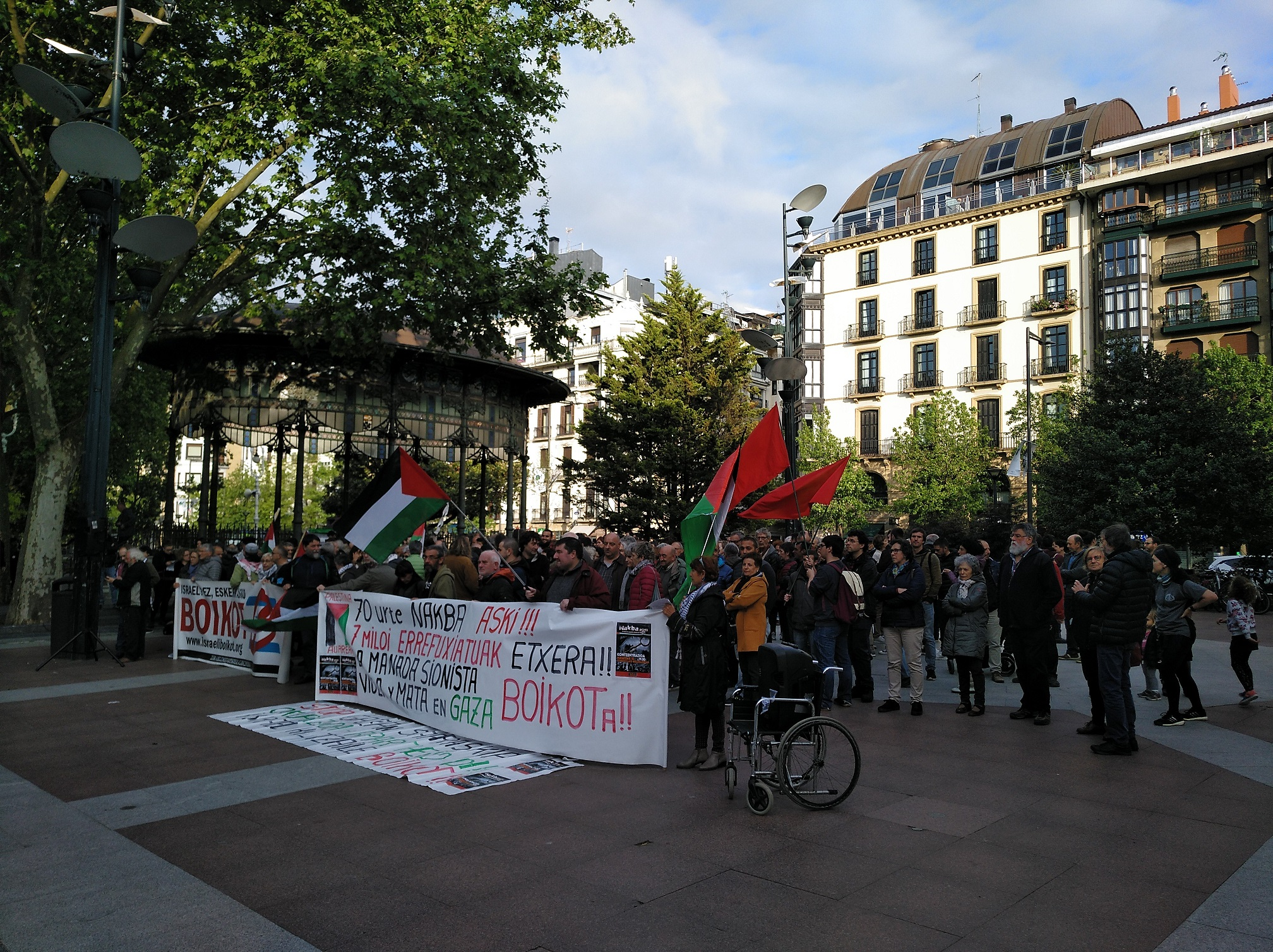
À Saint-Sébastien le 15 mai 2018.
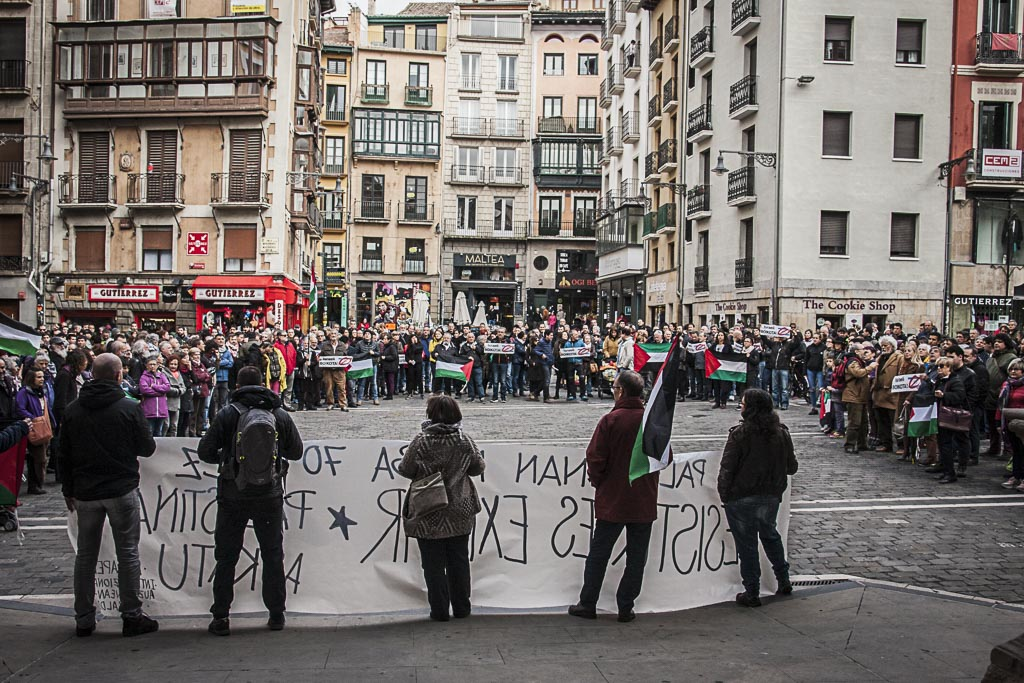
À Pampelune le 15 mai 2018.
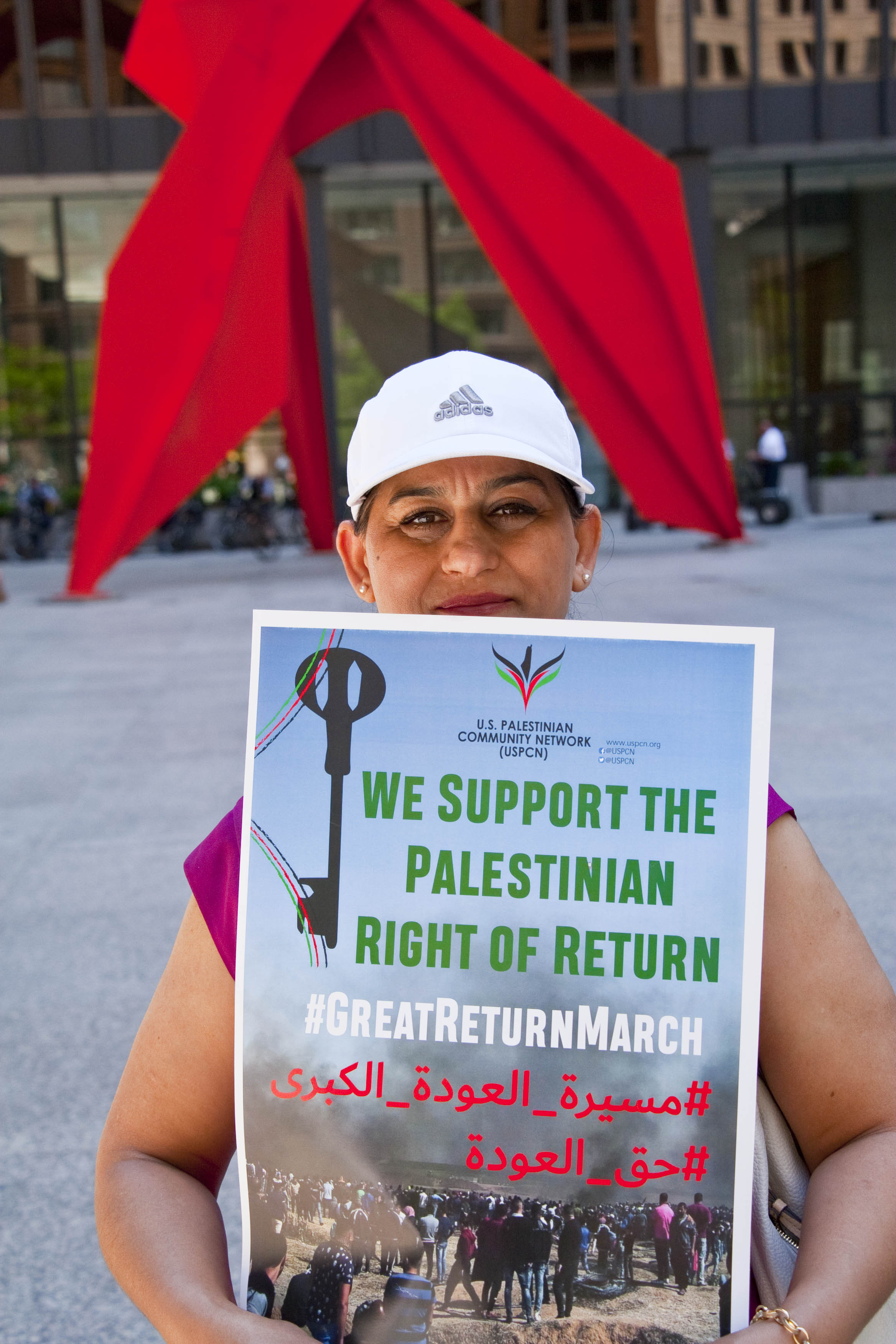
À Chicago le 31 mai 2018.
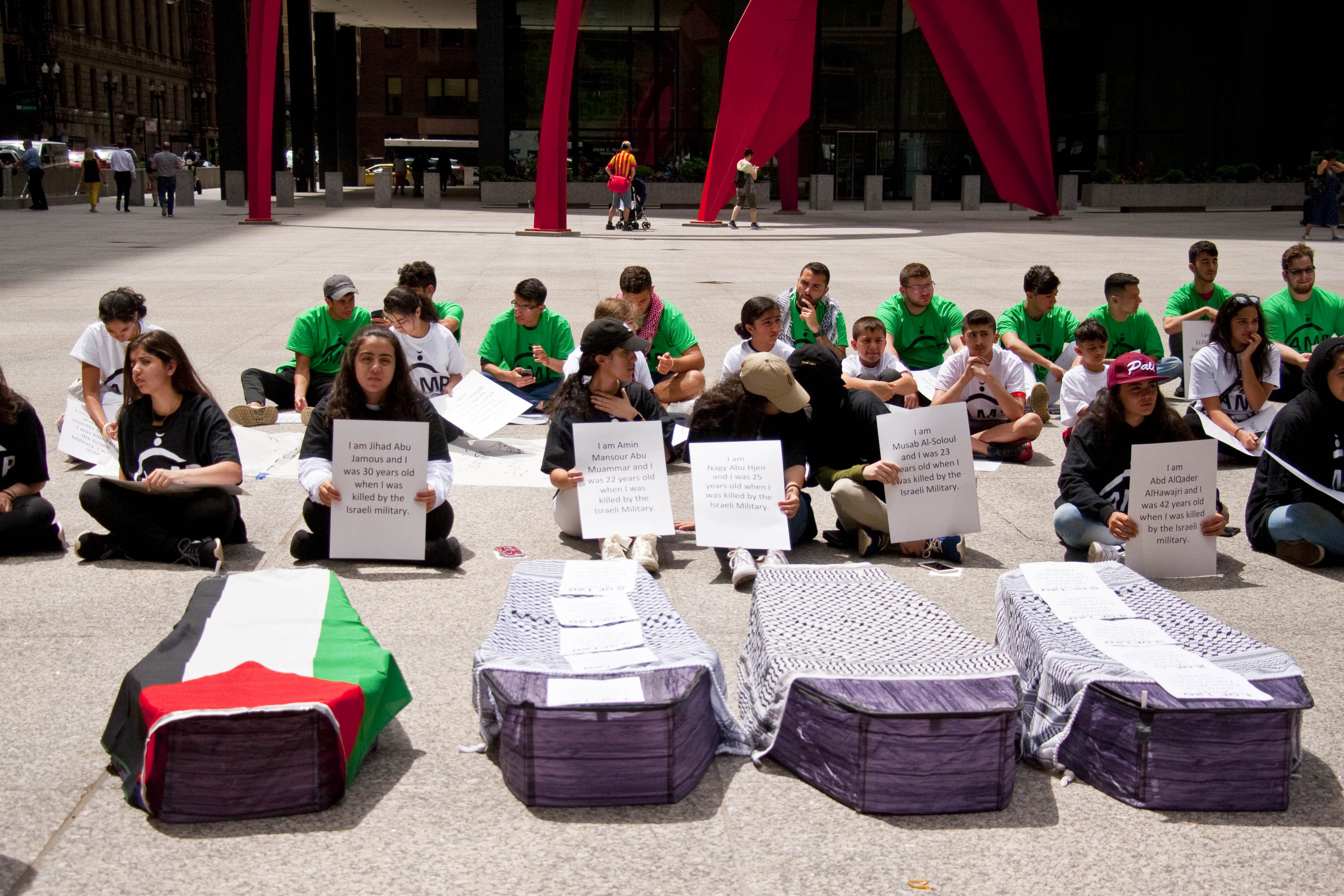
À Chicago le 31 mai 2018.

### Réaction de l'ONG B'Tselem et du parti politique israélienMeretz
Selon l'ONG, B'Tselem, il y a eu un écart entre les règles d'engagement et la mise en œuvre effective de celles-ci. Le parti politique israélien Meretz demande des enquêtes dans le cas des tirs létaux.
Le 22 mai, Riyad Al-Maliki, ministre palestinien des affaires étrangères, accuse Israël de « crimes de guerre, crimes contre l'humanité et d’apartheid » et rencontre à La Haye la procureure générale de la Cour pénale internationale pour demander qu'une enquête soit entreprise, bien qu'Israël, en tant qu’État, ne puisse être poursuivi car il n'en est pas membre,.

### Suite diplomatique à l'ONU
De hauts fonctionnaires de l'ONU ont condamné les « meurtres » commis par l’armée israélienne lors de ces manifestations, les qualifiant de « violation scandaleuse des droits de l'homme » et déclaré qu'il leur semblait que « quiconque s'approchait de la barrière de Gaza risquait d'être abattu par les soldats israéliens ». Pour leur part, les responsables israéliens ont déclaré que « les manifestations étaient utilisées par le Hamas pour lancer des attaques contre Israël ». Seuls, les États-Unis soutiennent Israël devant le Conseil de sécurité des Nations unies, alors que les pays européens comme la France évoquent une « réponse inadéquate et disproportionnée » de la part d'Israël.
Le 30 mai, les États-Unis dénoncent les tirs palestiniens « contre des installations civiles » et demandé une réunion d'urgence du Conseil de sécurité des Nations unies, De son côté, la Russie exprime « sa profonde inquiétude et appelle les deux parties à briser le cercle vicieux de la confrontation destructrice ».
Le 1er juin, lors de la cession et « après avoir, sans succès, fortement fait pression sur les membres du Conseil », les États-Unis ont employé leur droit de veto pour faire barrage à une proposition de résolution  koweïtienne. Ce texte, présenté et discuté dans la quinzaine précédente, demandait « une protection du peuple palestinien et condamnait l’usage indiscriminé et disproportionné de la force par Israël contre les manifestants dans la bande de Gaza ». Le texte américain, « une première dans les annales du Conseil de sécurité », n'a reçu qu'un vote positif : le vote américain.
Le 13 juin 2018, l'Assemblée générale des Nations unies adopte par 120 voix pour, huit contre et 45 abstentions, un projet de résolution condamnant Israël pour les violences meurtrières contre les civils palestiniens de Gaza. 12 pays européens, dont la France, ont donné leur voix à ce texte présenté par l'Algérie et la Turquie au nom de la Ligue arabe et de l'Organisation de la coopération islamique. Un amendement introduit par les États-Unis pour condamner le Hamas n'est pour sa part pas adopté faute de recueillir les deux-tiers des voix nécessaires (62 votes pour, 58 contre, 42 abstentions). Le texte de la résolution déplore un "usage excessif, disproportionné et indiscriminé de la force par les forces israéliennes contre les civils palestiniens". Antonio Guterres, secrétaire général de l'ONU, est chargé de présenter des propositions pour la création d'un mécanisme de protection international des Palestiniens à Gaza et en Cisjordanie occupée. L'ambassadrice américaine auprès des Nations unies Nikki Haley critique un texte « à sens unique », tandis que le représentant israélien Danny Danon dénonce une « collusion avec une organisation terroriste »,,.
En février 2019, une commission de l'ONU estime que la réponse apportée par Israël à ces manifestations à Gaza est susceptible de constituer « des crimes de guerre ou des crimes contre l'humanité ». Les enquêteurs soulignent que « plus de 6 000 manifestants non armés ont été touchés » par les snipers de l'armée israélienne, ces derniers ayant délibérément visé des civils, dont des enfants. Le ministre des Affaires étrangères israélien Israël Katz dénonce un rapport qui « consiste à salir la seule démocratie du Proche-Orient et à porter atteinte à son droit à se défendre contre les agissements terroristes d'un groupe meurtrier », le Hamas. Le Hamas est totalement absent du rapport alors que pour Israël, « le Hamas a le contrôle total de ces événements ». Le rapport est adopté par le conseil des droits de l'homme des Nations unies le 20 mars 2019.

### Demande palestinienne auprès de la Cour pénale internationale
Le 22 mai, Riyad Al-Maliki, ministre palestinien des affaires étrangères, accuse Israël de « crimes de guerre, crimes contre l'humanité et d’apartheid », et rencontre à La Haye la procureure générale de la Cour pénale internationale pour demander qu'une enquête soit entreprise, bien qu'Israël, en tant qu’État, ne puisse être poursuivi car il n'en est pas membre, et que certains pays refusent à la Palestine le statut d'État pouvant saisir la Cour pénale internationale.

### Conséquences sanitaires
Selon Médecins sans frontières, qui a traité  3.117 patients blessés par balles sur les 5.866 recensés par les autorités sanitaires gazaouies et qui décrit une « véritable urgence sanitaire », au moins 25% des patients souffrent de fractures ouvertes, soit un millier, sont atteints d'infection qui menacent de les laisser handicapés à vie.

### Filmographie
- Pierre Rehov, Derrière l'écran de fumée disponible ici (en) Juliane Helmhold, « Watch : Exclusive Footage from inside Gaza Reveals True Face of Protests », sur jpost.com, 7 mai 2018
- Abby Martin, Empire Files : Gaza Fights for Freedom.

### Arts visuels
- Steve Sabella, The great march of return (la grande marche du retour), 2019, photographie sur aluminium, collection de l'Institut du monde arabe (don Claude et France Lemand)[198]

L'artiste palestinien Steve Sabella, aujourd'hui basé à Berlin, s'attache à illustrer l'histoire de son pays par les arts. Cette œuvre, faite à partir de collage de plus de photographies prises par des journalistes palestiniens lors de la Marche du retour de 2018, dénonce le combat éternel des Palestiniens pour se libérer, de la lutte d'une nation. 